# Portal Tomb von Glenroan
Das Portal Tomb von Glenroan (auch Glenrowan genannt) liegt zwischen Plumbridge und Cranagh, am Nordende des Gortin Glen, etwa gleich weit von Lifford und Omagh entfernt, im County Tyrone in Nordirland. Als  Portal Tombs werden in Irland und Nordirland Megalithanlagen bezeichnet, bei denen zwei gleich hohe, aufrecht stehende Steine mit einem Türstein dazwischen, die Vorderseite einer Kammer bilden, die mit einem zum Teil gewaltigen Deckstein bedeckt ist.
Das kleine Portal Tomb aus dem Neolithikum (3000 bis 2000 v. Chr.) ist in relativ gutem Zustand, obwohl es sich zur Seite geneigt hat. Der große Deckstein liegt nur auf einem der Portalsteine und dem Endstein auf. Glenroan liegt an einem schmalen Feldweg hinter einem Weidezaun.
Nur 10 Meter östlich des Portal Tombs liegen die Reste eines Wedge Tombs. Es gibt in einiger Entfernung hinter den Dolmen einen Einschnitt in den Hügel, was ein Faktor für die Materialgewinnung und Platzierung gewesen sein kann.